# Niezwyciężony (album)
Niezwyciężony – album zespołu Ścianka wydany w grudniu 2015 roku. Płyta zawiera muzykę do audiobooka na podstawie powieści Stanisława Lema.

## Spis utworów
1. „Słuchaj tego podczas letnich nocy” – 16:32
2. „Pustynna planeta” – 16:51

Album nagrany w Studiu im. Adama Mickiewicza w Warszawie w składzie:
- Maciej Cieślak
- Michał Biela
- Arkadiusz Kowalczyk.

Gościnnie Karolina Rec (sopran).